# Fattys millioner
Fattys millioner er en amerikansk stumfilm fra 1921 af Joseph Henabery.

## Medvirkende
- Roscoe 'Fatty' Arbuckle som Monte Brewster
- Betty Ross Clarke som Peggy
- Fred Huntley som Mr. Brewster
- Marian Skinner som Mrs. Brewster
- James Corrigan som Mr. Ingraham
- Jean Acker som Barbara Drew
- Charles Ogle som Drew
- Neely Edwards som MacLeod
- William Boyd som Harrison